# (8392) 1993 OP
(8392) 1993 OP là một tiểu hành tinh vành đai chính. Nó được phát hiện bởi Eleanor F. Helin ở Đài thiên văn Palomar ở Quận San Diego, California, ngày 18 tháng 7 năm 1993.